# Лімарі Надаль
Лімарі Надаль Торрес (ісп. Lymari Nadal Torres; нар. 11 лютого 1978, Понсе, Пуерто-Рико) — пуерториканська та американська акторка, продюсерка, сценаристка.

## Життєпис
Лімарі Надаль народилася у Понсе, Пуерто-Рико. Отримала ступінь бакалавра та магістра з хімії Університету Пуерто-Рико, у якому також відвідувала заняття з акторської майстерності. Після закінчення навчання приєдналася до театральної трупи Сан Хуан.

## Кар'єра
Дебютною роллю на телебаченні стала робота у серіалі «Американська сім'я» у 2002. У 2003 знялась у двох епізодах фантастичного міні-серіалу «Зоряний крейсер „Галактика“». У 2009 вийшла кримінальна стрічка Рідлі Скотта «Гангстер», Лімарі зіграла кохану Френка (Дензел Вашингтон) Єву. У драматичному трилері «Світло з темної кімнати» (2014) акторка виконала головну роль Бланки.

## Особисте життя
У 2002 році вийшла заміж за Едварда Джеймса Олмоса.

## Фільмографія

### Фільми
| Рік  | Назва                     | Оригінальна назва       | Роль          | Примітки |
| ---- | ------------------------- | ----------------------- | ------------- | -------- |
| 2006 | «Злодії та брехуни»       | Ladrones y mentirosos   | Марісоль      |          |
| 2007 | «Гангстер»                | American Gangster       | Єва           |          |
| 2009 | «План»                    | The Plan                | Джиана О'Нілл | відео    |
| 2011 | «Америка»                 | América                 | Америка       |          |
| 2014 | «Світло з темної кімнати» | Light from the Darkroom | Бланка        |          |
| 2014 |                           | Then There Was          | Джулія        |          |
| 2016 |                           | Kreep                   | Кріп          |          |

### Серіали
| Рік  | Назва                         | Оригінальна назва    | Роль          | Примітки               |
| ---- | ----------------------------- | -------------------- | ------------- | ---------------------- |
| 2002 | «Американська сім'я»          | American Family      | Лінда         | 1 епізод               |
| 2003 | «Зоряний крейсер „Галактика“» | Battlestar Galactica | Джианна       | міні-серіал; 2 епізоди |
| 2003 | «Кохати в тиші»               | Te amaré en silencio | Лінда         | 1 епізод               |
| 2010 | «Місце злочину: Нью-Йорк»     | CSI: NY              | Гейзел Ортега | 1 епізод               |